# تپه آقچه کند
تپه آقچه کند در شهرستان تاکستان، روستای آقچه کند واقع شده و این اثر در تاریخ ۲۵ اسفند ۱۳۷۸ با شمارهٔ ثبت ۲۶۲۴ به‌عنوان یکی از آثار ملی ایران به ثبت رسیده است.